# Fauna de Estados Unidos

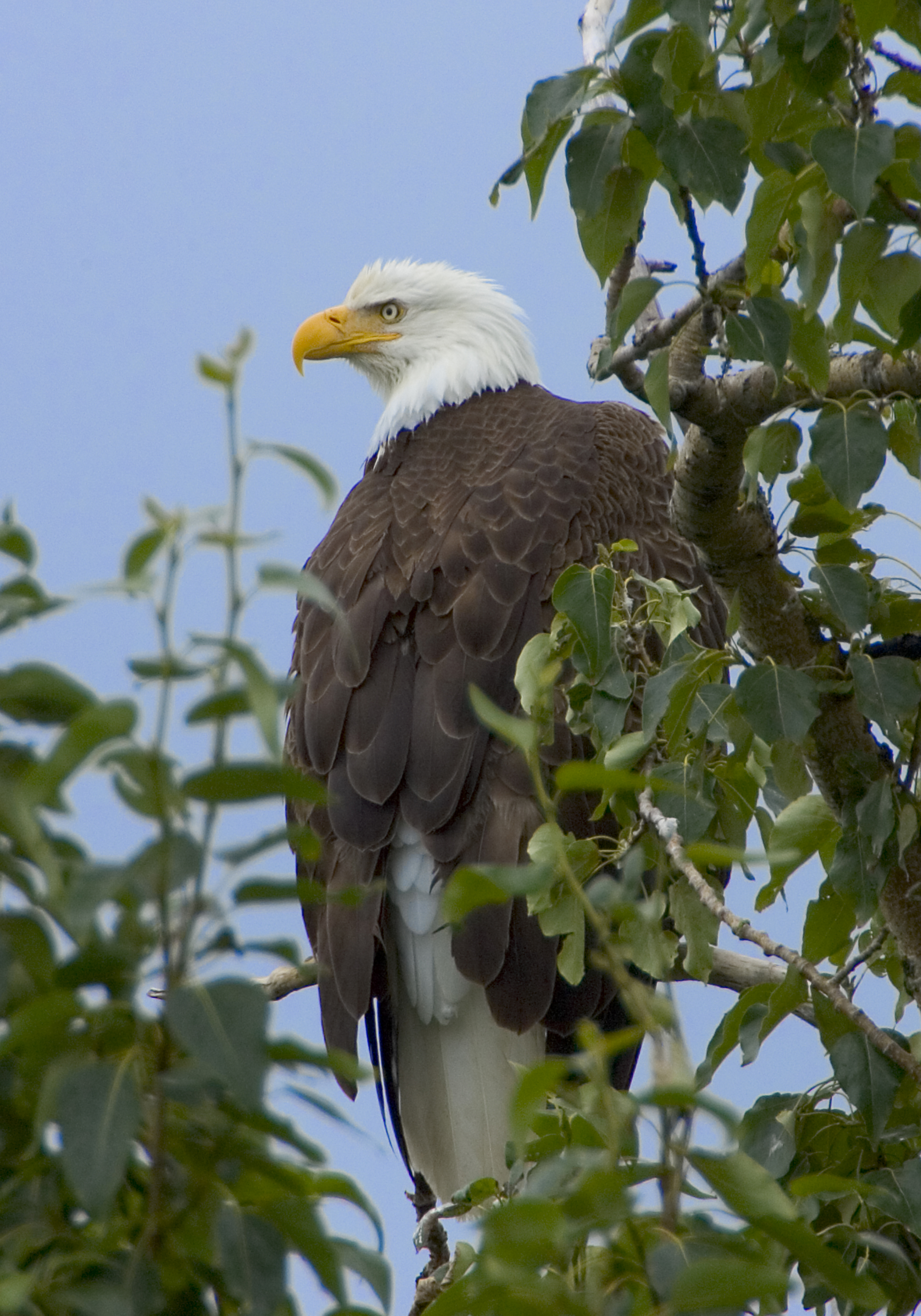
El águila calva (también conocida como águila americana, águila de cabeza blanca, pigargo de cabeza blanca o pigargo americano) es el ave nacional de los EE. UU. y aparece en el escudo nacional de ese país. Su área de distribución incluye todo el territorio de los EE. UU. y Alaska.

La fauna de los Estados Unidos (EE. UU.) incluye a todos los animales que viven en la parte continental de los EE. UU. y sus mares e islas, el archipiélago Hawaiano, Alaska (en el Ártico) y diversos territorios insulares del Pacífico y en el mar del Caribe. Los EE. UU. poseen muchas especies características y autóctonas que no se pueden encontrar en ninguna otra parte del mundo. Al igual que la mayor parte del territorio continental de Norteamérica, los EE. UU. se hallan en la ecozona faunística del neártico, una región que reúne un conjunto de especies similares a las que se encuentran en África o en Eurasia. (1)
Se calcula que existen cuatrocientas treinta y dos especies de mamíferos característicos de la fauna continental de los EE. UU. (2) Hay más de ochocientas especies de aves (3) y más de cien mil especies de insectos conocidos(4) en los Estados Unidos. Hay trescientas once especies de reptiles reconocidas, doscientos noventa y cinco de anfibios y mil ciento cincuenta y cuatro especies de peces.(5) La especies conocidas que existen en los cuarenta y ocho estados continentales, incluyen al venado cola blanca (o ciervo cola blanca, ciervo de Virginia, venado de Virginia o venado gris), al lince rojo, al mapache, también encontramos linces canadienses a la rata almizclera, a la mofeta rayada, o listada, a la lechuza común, al visón americano, al castor americano, a la nutria de río de América del Norte (también conocida como la nutria de río del norte o nutria común), y al zorro común (o zorro rojo). El ratonero de cola roja (o busardo colirrojo, gavilán colirrojo o aguililla cola roja) es una de las rapaces más extendidas, no solo en los Estados Unidos si no en todo el continente americano. 
Enormes extensiones de tierra que albergan variedades indígenas de fauna salvaje, se hallan protegidas en parques nacionales. En el año 2003, los EE. UU. poseían más de seis mil setecientos setenta parques nacionales o áreas protegidas, lo que suponía más de dos millones seiscientos siete mil ciento treinta y un kilómetros cuadrados.(6)  El primer parque nacional fue el de Yellowstone, en el estado de Wyoming, inaugurado en 1872. El parque de Yelowstone está considerado como el mejor hábitat faunístico salvaje de los EE. UU. Hay sesenta y siete especies de mamíferos en el parque, incluyendo el lobo, el amenazado lince y el oso grizzly.(7)  

## El oeste de EE. UU.

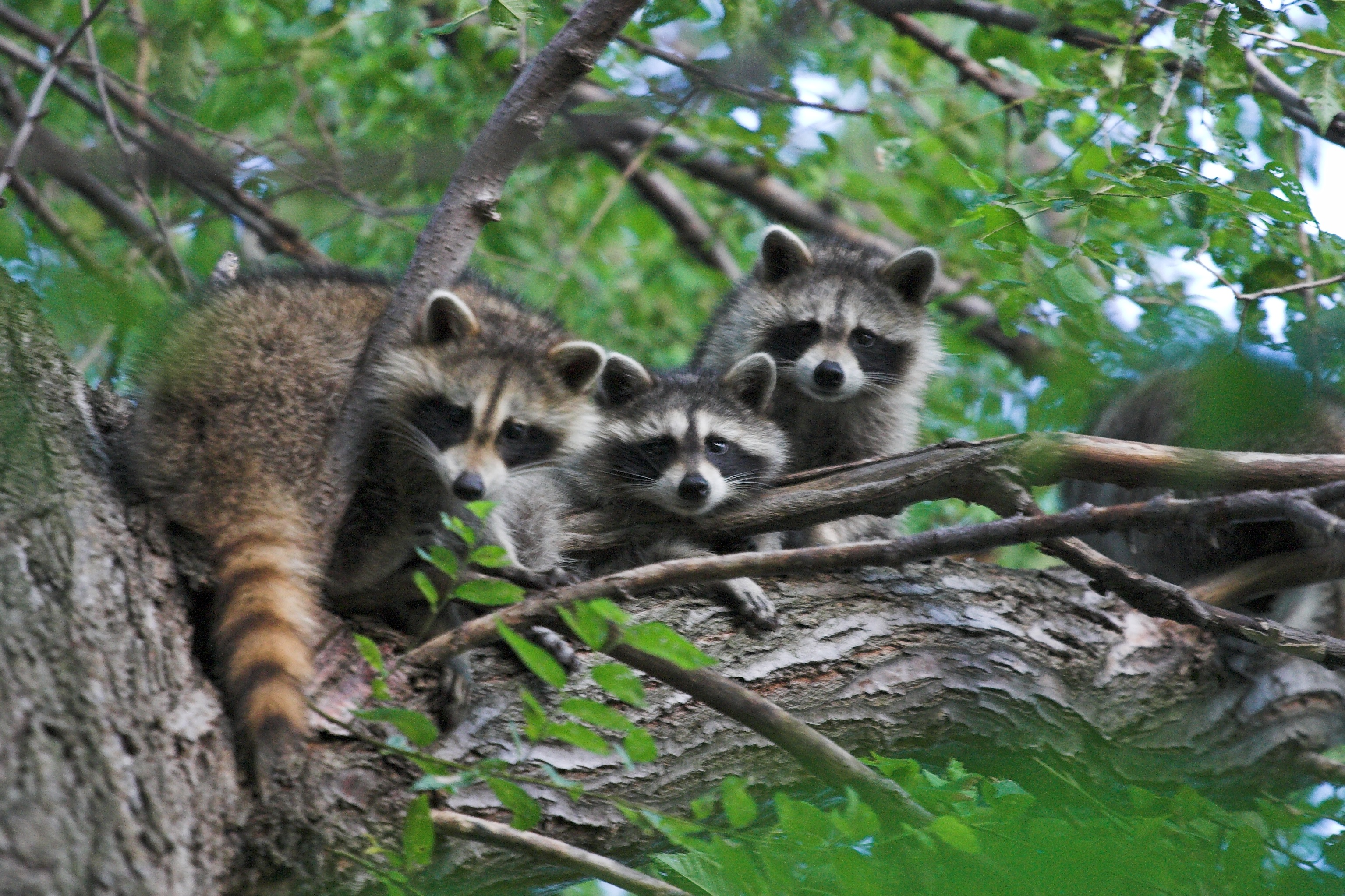
El mapache boreal o racuna (también denominado zorra manglera o gato manglatero) se extiende a lo largo de los cuarenta y ocho estados continentales.

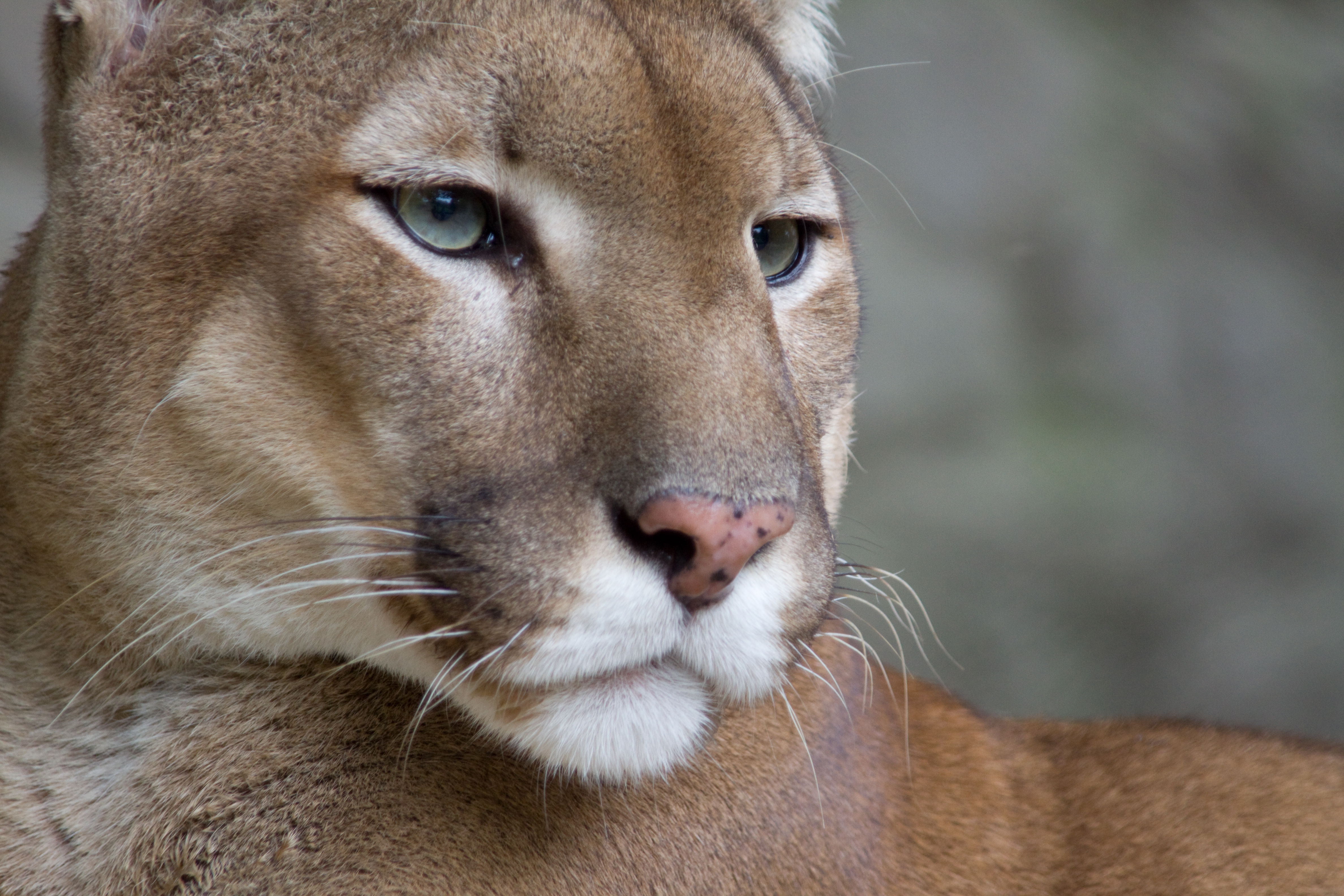
Los pumas (también conocido como león de montaña, león americano) viven a lo largo de los estados el oeste de los EE. UU.

Las ecorregiones y la ecología que podemos encontrar en el oeste de los EE. UU. son tremendamente variadas. Por ejemplo, podemos encontrar grandes extensiones de terreno formadas, entre otras muchas, por dunas de arena -en las ecorregiones de la cuenca y de la cordillera  central-, las cuales forman gran parte del estado de Nevada, y la ecología de las Cascadas del Norte, en el estado de Washington, la cual contiene la mayor concentración de glaciares alpinos activos de los cuarenta y ocho estados continentales de EE. UU. Las densas zonas boscosas de Carolina del Norte, Oregón, Washington, Idaho y Montana, poseen, por lo general, especies adaptadas a climas templados, mientras que las del sur de California, Nevada, Arizona, el sur de Utah y Nuevo México, poseen una fauna semejante a la de los secos desiertos de temperaturas extremas.
La costa continental del oeste de los EE. UU., así como la oriental, poseen climas que van del frío, en el norte, al caluroso del sur. Pocas especies de animales viven en todos los climas costeros del oeste. No obstante, algunos, como el águila calva, habitan en toda la costa oeste, desde las islas Aleutianas, en Alaska, a las islas del Canal (o archipiélago del Norte), en California. En la mayor parte del oeste de los EE. UU., son frecuentes los  ciervos mulo (o venado bura), las ardillas de tierra antílope (o ardillas antílope terrestres), los pumas (o león de montaña, león americano), el tejón americano, los coyotes, los halcones y varias especies de serpientes y lagartos.
Mientras el oso negro americano vive en todo el territorio de los EE. UU., los osos pardos y los osos grizzly son más frecuentes en el noreste y en Alaska. A lo largo de la costa oeste se encuentran diversas especies de ballenas, nutrias marinas, lobos marinos de California, otarios y elefantes marinos del norte. En tierra firme, en estados de zonas desérticas, tales como California, Nevada, Arizona y Nuevo México, viven algunos de los lagartos, serpientes y escorpiones más venenosos del mundo. Los más destacados pueden ser el monstruo de Gila y la serpiente de cascabel de Mohave, los cuales viven en los desiertos del suroeste. El desierto de Sonora posee once especies de serpientes de cascabel: más que ninguna otra parte del mundo, (8)
A lo largo de la frontera suroeste hay jaguares y ocelotes. Otros mamíferos incluyen a la zarigüeya americana, o de Virginia, que se da a lo largo del estado de California y las zonas costeras de Oregón y Washington. El castor americano y el castor de montaña viven en zonas boscosas de Washington, Oregón y Carolina del norte. El zorro norteño vive en todo el estado de Arizona, Nuevo México y Utah, mientras que el zorro gris se halla extendido por todo el oeste de los EE. UU. 
El zorro común se extiende sobre todo por Oregón y Washington, mientras que el zorro isleño (o zorro gris de las islas) habita en seis de las islas del Canal, al sur de California. Estas islas son así mismo famosas debido a su rica fauna marina y especies endémicas tales como las mofetas moteadas de las islas del Canal, los lagartos costeros “Coste Range fence Lizards”, el pájaro  chara de Santa Cruz, el águila calva y las manadas no nativas de bisonte de las islas Catalina. El mapache y la mofeta moteada se extienden por el oeste de los EE. UU., mientras que el cacomixtle norteño (de la familia del mapache) se hallan extendidos por toda Arizona, Nuevo México, el oeste de Texas, Utah, Colorado, y la mayor parte del estado de California. El oso negro americano se halla en la mayoría de los estados del oeste, incluyendo los de Washington, Oregón, California, Arizona y Colorado. 

### Archipiélago del Norte (Islas del Canal)
El parque nacional Islas del Canal (o parque nacional Archipiélago del Norte) ocupa cinco de las ocho islas de este archipiélago. Las Islas del Canal forman parte de una de las más ricas biosferas marinas del mundo. Muchas especies únicas de plantas y animales son endémicas de estas islas, incluyendo al zorro y las mofetas moteadas de las islas del Canal, los cangrejos, la chara de Santa Cruz, el paíño ceniciento (o paíño cenizo), el lagarto costero, los xantúsidos (lagartos), la salamandra Batrachoseps pacificus, la oveja de la isla de Santa Cruz, el verdugo amaricano y el zacatonero de artemisa, ambos de la isla de San Clemente.(9) Otros animales de las islas incluyen el lobo marino de California, la morena de California, el águila calva, las mofetas moteadas de las islas del Canal y el bisonte no nativo de la isla de Catalina.   

## Centro de los EE. UU.

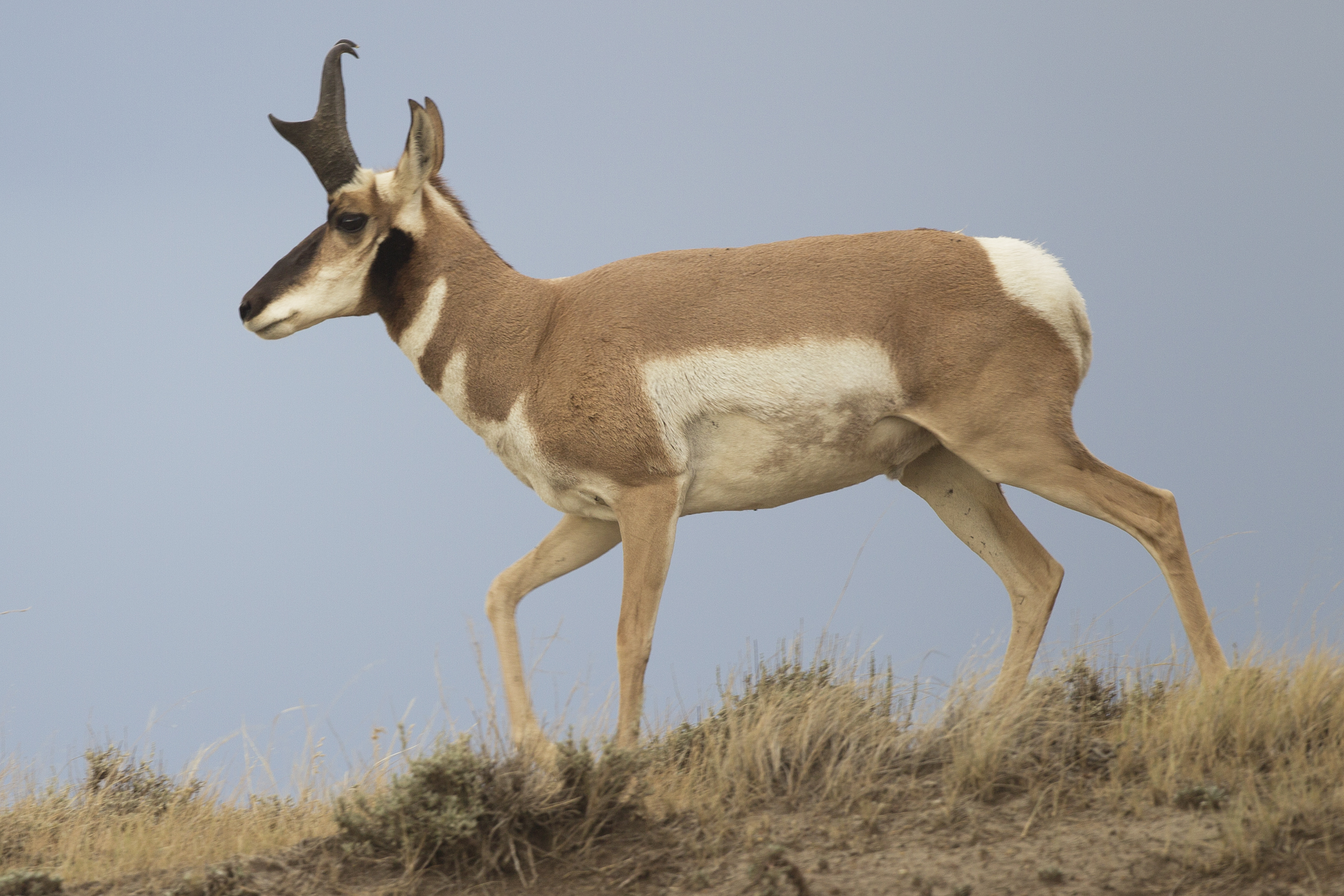
El berrendo o antílope americano es el mamífero terrestre más veloz del hemisferio oeste, pudiendo alcanzar los 88 kph, aproximadamente. ^{(1)}

En las praderas americanas del centro de los EE. UU., principalmente viven animales adaptados a los pastizales. Estos mamíferos indígenas adaptados incluyen el bisonte, el conejo de Florida, la  liebre de California, el coyote de las llanuras, el perrito de la pradera de cola negra, la rata almizclera, la zarigüeya americana, el mapache, el  gallo de las praderas grande (o urogallo grande), el  pavo salvaje, el venado cola blanca, el zorro veloz, el berrendo, el roedor Poliocitellus franklinii y otras especies de ardillas terrestres. 
Entre los reptiles se encuentran las serpientes "gopher del Pacífico" (Pituophis catenifer), el lagarto de collar, la tortuga satán (o tortuga mordedora, tortuga toro o tortuga lagarto), las tortugas acuáticas (Sternotherus odoratus), la  tortuga de pantano amarilla, la tortuga pintada, el crótalo diamante occidental (o cascabel diamantina del oeste) y la serpiente venenosa cascabel de la pradera. Entre los anfibios más frecuentes en la región se hallan las anfiumas Amphiuma tridactylum (curiosa salamandra de tres dedos), el sapo verde de Sonora, la salamandra “Oklahoma salamander” (Eurycea tynerensis), la   (Siren intermedia), el anfibio sirénido de cuatro dedos,  “Siren” (Siren intermedia) y el sapo de espuelas de las planicies (Spea bombifrons). En las Montañas Rocosas y otras zonas montañosas del interior es donde el águila calva puede ser observada con mayor frecuencia, si bien su hábitat incluye los cuarenta y ocho estados continentales, así como Alaska.  
Los conejos se extienden a lo largo de las Grandes Llanuras y las zonas colindantes a estas. La liebre de California se extiende por Texas, Oklahoma, Nebraska y Kansas La liebre de cola blanca lo hace por las dos Dakotas, Minnesota y Wisconsin. El conejo de pantano se extiende por las zonas pantanosas de Texas y el conejo de Florida lo hace por los estados de Texas, Oklahoma, Kansas, Nebraska, las dos Dakotas y por todos los estados del este de EE. UU.   

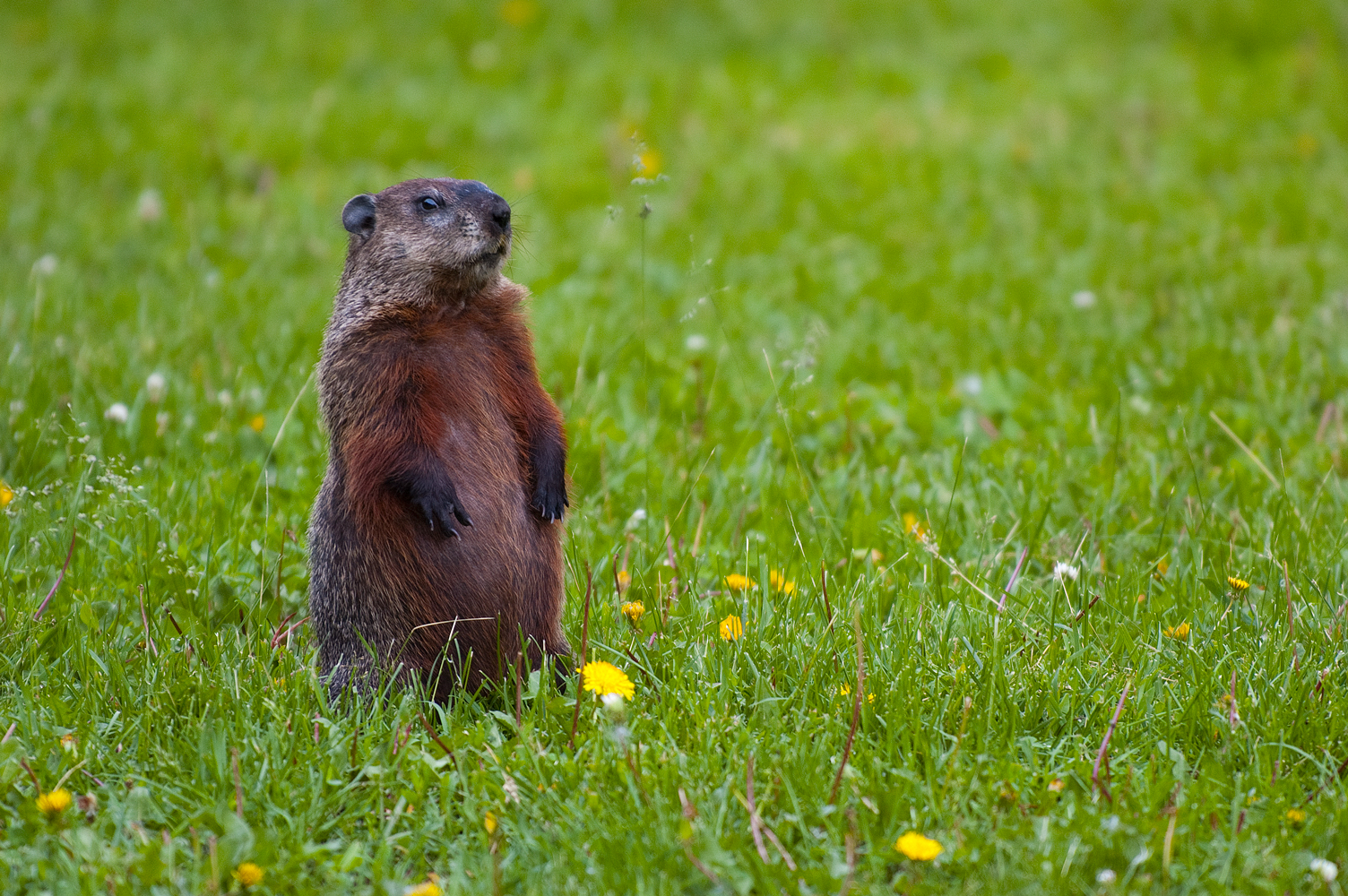
La marmota canadiense es una especie que se extiende por los estados de Iowa, Misuri y partes del este de Kansas, Nebraska y Oklahoma.

La marmota canadiense está ampliamente extendida a lo largo y ancho de Illinois, Iowa, Misuri y Minnesota. La zarigüeya americana se halla en estados tales como Misuri, Indiana, Iowa, Oklahoma, Nebraska y Kansas. 
El armadillo de nueve bandas se extiende a lo largo de los estados del sur, tales como Misuri, Kansas y Oklahoma. La rata almizclera lo hace por los estados del centro de EE. UU., exceptuando Texas, mientras que el castor americano se encuentra en todos los estados de América central.  

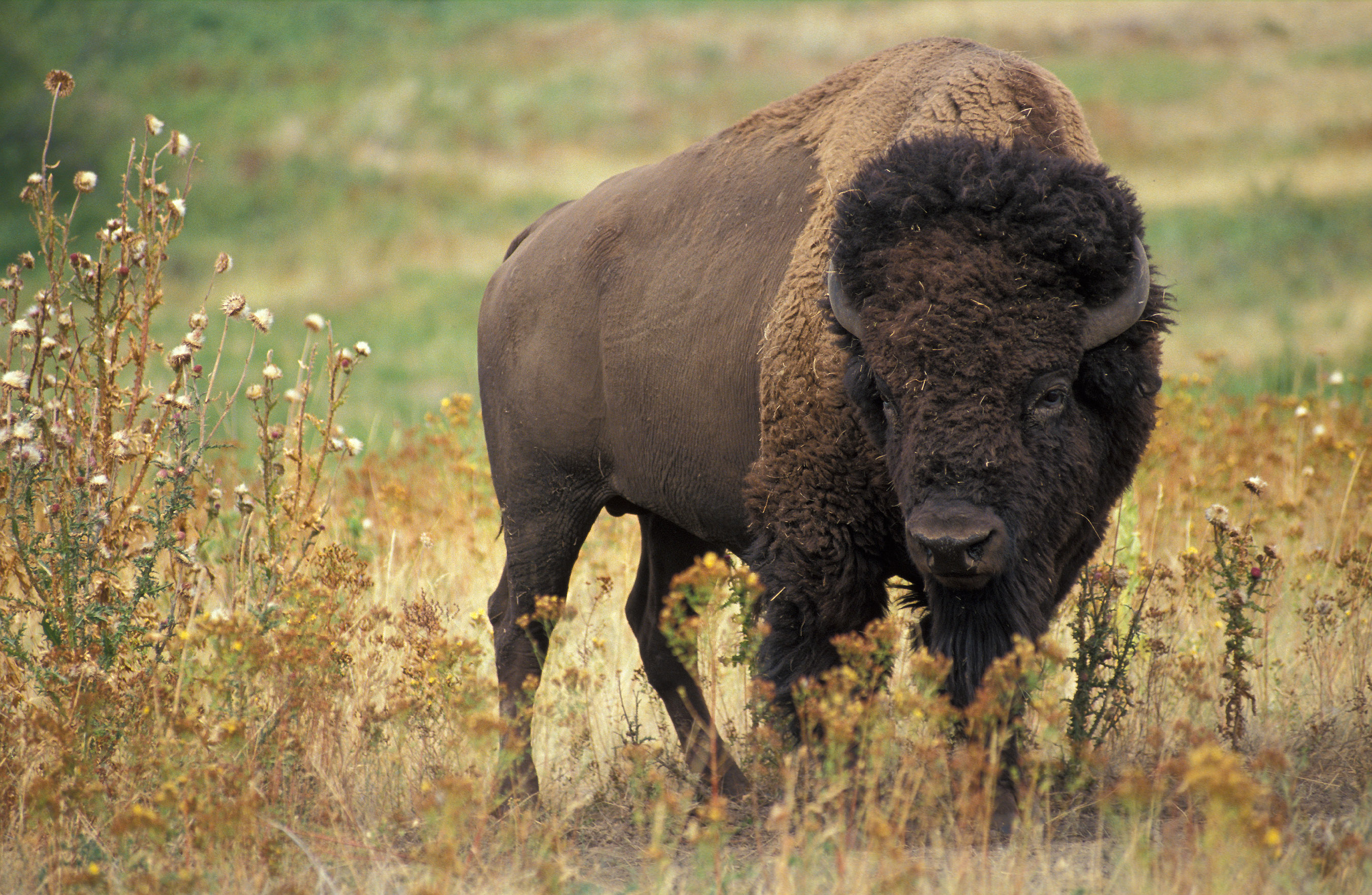
El bisonte americano es el animal terrestre más pesado de Norteamérica y puede alcanzar los dos metros de altura y pesar más de una tonelada. ^{(1)}

Quizá el animal más emblemático de las praderas americanas es el bisonte americano, también llamado búfalo, el cual en su día pastaba por las llanuras del centro de EE. UU. Los bisontes cubrían todo el territorio de las Grandes Llanuras y eran fundamentales para las sociedades nativas del centro de EE. UU. Prácticamente se extinguieron en el siglo XIX pero han reaparecido recientemente y su número ronda los doscientos mil ejemplares que viven en reservas y en ranchos.(11)  
Algunas de las especies que se encuentran en todos los estados del centro incluyen el zorro común, el lince rojo, el venado de cola blanca, el mapache boreal, la mofeta moteada oriental, la mofeta rayada, la comadreja de cola larga (o comadreja andina), el tejón norteamericano y el castor americano. El jabalí es frecuente en el sur, mientras que el visón americano vive en todos los estados del centro de EE. UU., a excepción del de Texas. La comadreja común (o comadreja menor) se encuentra en la zona de los Grandes Lagos, así como en los estados de Nebraska, las dos Dakotas, Minnesota, Iowa, Illinois, Michigan y Wisconsin. 
El zorro gris se extiende por Iowa, Misuri, Oklahoma, Texas y por la región de los Grandes Lagos. El cacomixtle norteño se encuentra en las regiones del sur, incluidas Texas, Misuri y Oklahoma. Hay muchas especies de ardillas en la zona centro de EE. UU., incluyendo la ardilla zorro oriental, la ardilla de las Carolinas, el roedor Poliocitellus franklinii, la ardilla voladora del Sur y  la ardilla de tierra de trece franjas. Entre los ratones de campo se hallan el topillo de la pradera, el ratón de los pinos (Microtus pinetorum) y el meotrito de pradera (Microtus pennsylvanicus). El geómido, roedores castorimorfos conocidos vulgarmente como tuza, (o taltuza, o ratas de abazones (Geomys bursarius) viven en las Grandes Llanuras. Entre las musarañas se hallan la musaraña enmascarada (Sorex cinereus), la musaraña del sureste (Sorex longirostris), la musaraña orejillas mínima (Cryptotis parva) y la musaraña Blarina hylophaga.(32)

## Este de los EE. UU.

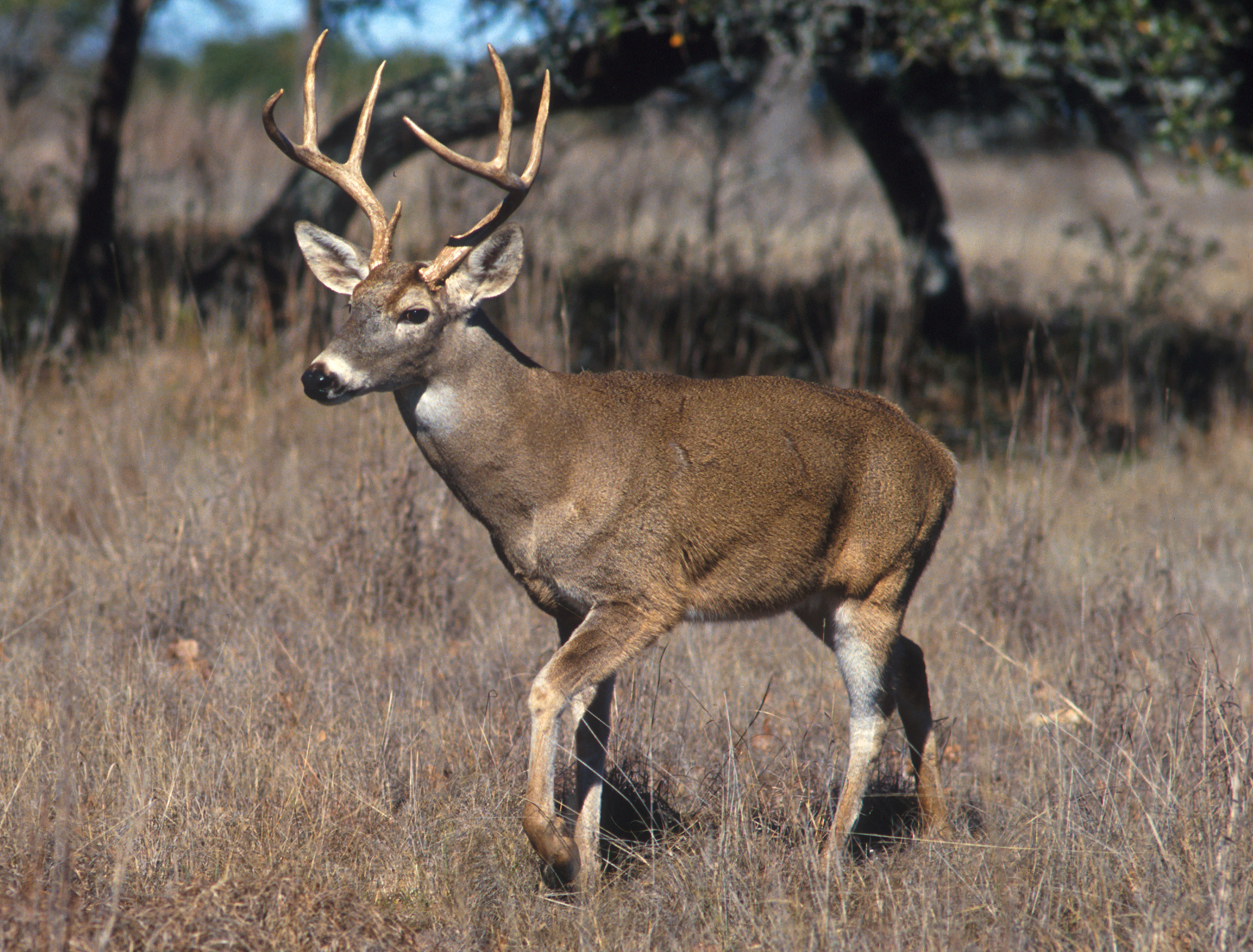
El venado de cola blanca es frecuente en todos los estados del este.

En los montes Apalaches y el este de EE. UU., hay muchos animales que viven en los bosques. Estos incluyen ciervos, conejos, roedores, ardillas, liebres, pájaros carpinteros, lechuzas, zorros y osos. La región de Nueva Inglaterra (integrada por seis estados: Maine, Nuevo Hampshire, Vermont, Massachusetts, Rhode Island y Connecticut), es particularmente famosa por sus cangrejos y su langosta, los cuales pueblan la mayor parte de la costa atlántica. El lince rojo, el mapache y la mofeta rayada viven en todos los estados del este, mientras que el aligátor americano vive a lo largo de toda la zona costera entre Carolina del Norte y Texas. 
Algunas especies de mamíferos que se extienden a lo largo de la zona este de EE. UU., incluyen al zorro común, y al zorro gris, al castor americano, al puercoespín norteamericano, la zarigüeya americana, el topo norteamericano, el coyote, el venado de cola blanca, el castor americano, la nutria de río de América del Norte y la comadreja de cola larga. El oso negro americano vive en la mayor parte de Nueva Inglaterra, Nueva York, Nueva Jersey, Pensilvania, Maryland, los dos estados de Virginia y partes de las dos Carolinas y Florida.    

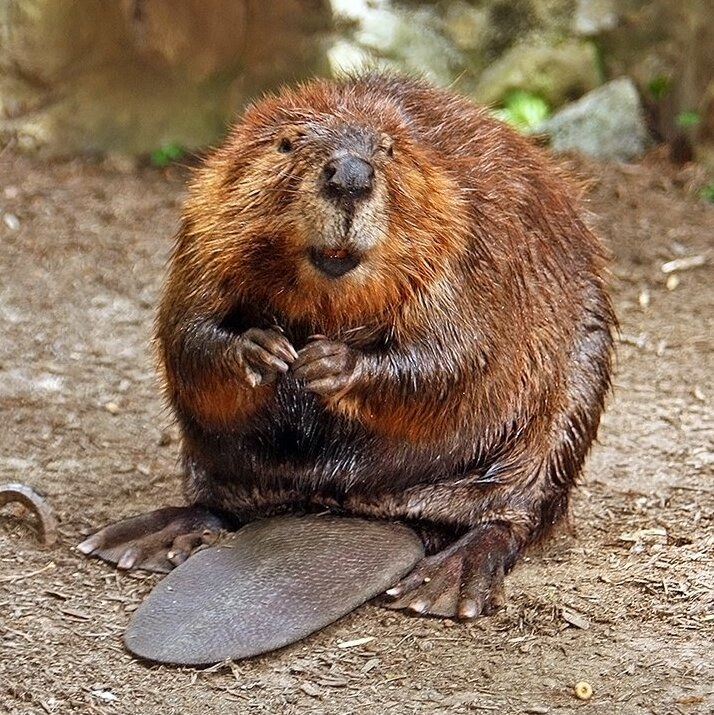
El castor americano se extiende a lo largo de todo Estados Unidos, excepto Florida, Nevada y Hawái.

Las musarañas son frecuentes, tales como la musaraña enmascarada, la musaraña rabilarga (Sorex dispar) y la Sorex palustris –que como su nombre indica vive en zonas pantanosas–, se extienden por los seis estados de la región de Nueva Inglaterra, mientras que la musaraña orejillas mínima (33) y la musaraña del sureste Sorex longirostris, son frecuentes en los estados del sureste. La casi ciega musaraña Sorex hoyi, la Sorex fumeus y la Blarina brevicauda se encuentran extendidas desde los montes Apalaches a la región de Nueva Inglaterra. El topo de nariz estrellada vive por todo el este de EE. UU., mientras que el topo de cola peluda (o topo de Brewer) se extiende desde los montes Apalaches al norte de la región de Nueva Inglaterra.
Las liebres también son frecuentes. La liebre americana abunda desde los montes Apalaches a la región de Nueva Inglaterra. El conejo de cola de algodón de los Apalaches, Sylvilagus obscurus, se encuentra en los montes Apalaches, mientras que el de Nueva Inglaterra tan solo se encuentra en la región de Nueva Inglaterra. El conejo de Florida se extiende por todo el este de Estados Unidos. El ratón de patas blancas y la rata almizclera también se extienden por todo el este, a excepción del estado de Florida. El topillo Microtus pennsylvanicus se encuentra desde los montes Apalaches a la región de Nueva Inglaterra y el Myodes gapperi solo se encuentra en la región de Nueva Inglaterra. (12) (13)  

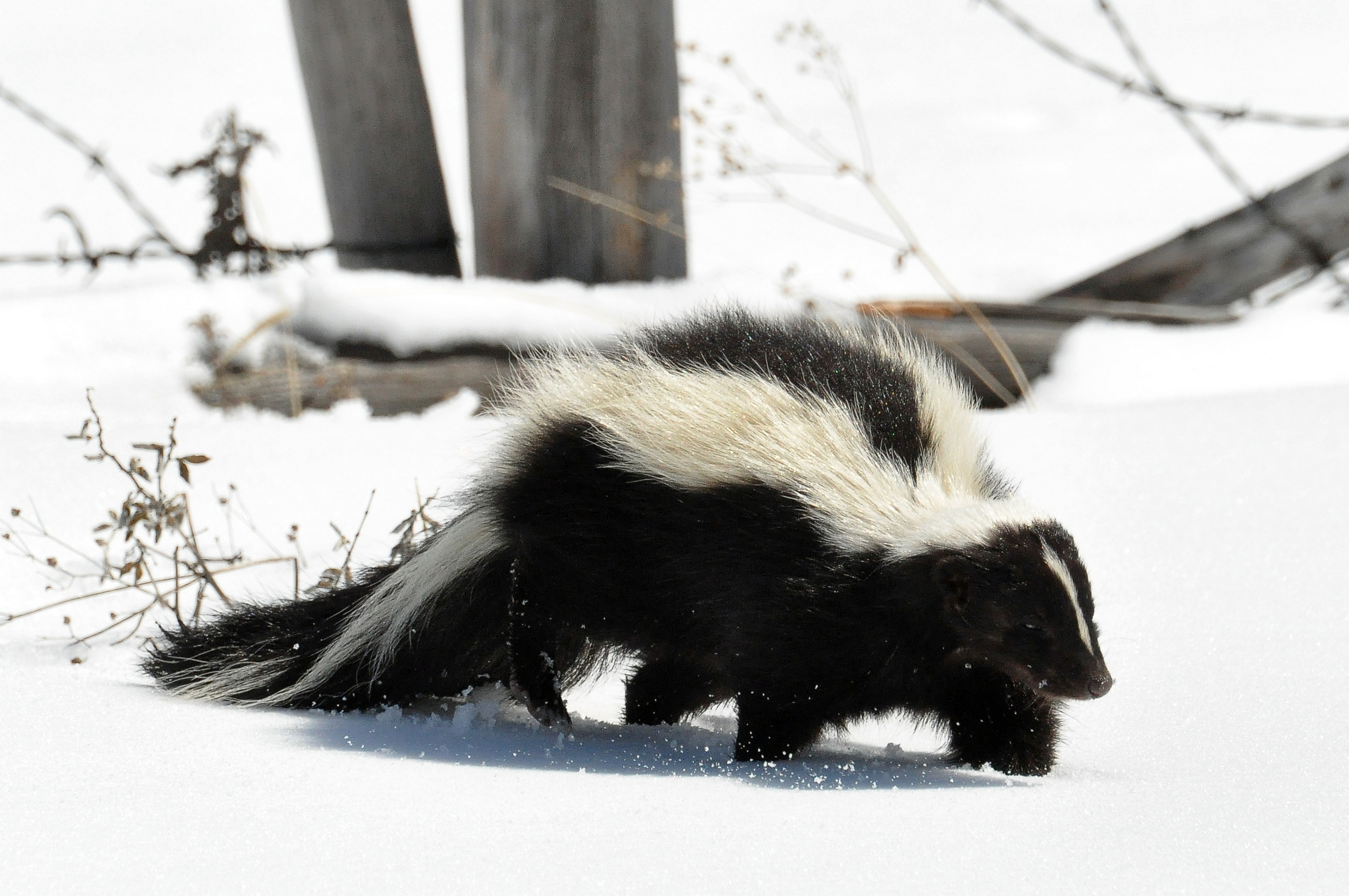
La mofeta rayada vive por toda la zona continental de Estados Unidos.

La rata parda (o rata de alcantarilla, rata gris, rata marrón, rata china o rata noruega) y el ratón casero (o ratón doméstico o ratón común) fueron introducidos, ambos, y su hábitat se extiende por todo el este de EE. UU. La marta pescadora (o de Pennant) y la Mustela erminea bangsi se encuentran ambas en el noreste de Estados Unidos. La ardilla listada del Este americano, la ardilla zorro oriental, la ardilla de las Carolinas (o ardilla gris de las Carolinas, ardilla gris oriental o ardilla del este) y la marmota canadiense se extienden por las regiones del este, mientras que la  ardilla voladora del Sur y la ardilla voladora del Norte son más frecuentes en sureste y la ardilla roja americana lo es en el noreste. La comadreja común es nativa de los montes Apalaches. (12) (13)
El jabalí es el antepasado salvaje  del cerdo doméstico y ha extendido a través de mucho del southeastern región como un invasive especie. El lince de Canadá está encontrado en partes de Inglaterra Nueva. Especie de los murciélagos encontrados durante el este incluye el oriental pipistrelle, plata-haired murciélago, murciélago rojo oriental, hoary murciélago, murciélago marrón grande, poco murciélago marrón, del norte largo-eared myotis, y en más regiones el orientales pequeños-footed myotis, Indiana y murciélago grises murciélago.
Respecto a la vida marina, la foca común es la especie de mayor distribución y se puede hallar en la costa este, mientras que la foca de casco (o foca capuchina), la foca barbuda, la foca gris, la foca ocelada (o foca anillada) y la foca pía (o foca de Groenlandia) se encuentran en el noroeste. Las ballenas son frecuentes a lo largo de la costa atlántica. Las especies de cetáceos que se encuentran a lo largo de toda la línea costera son: el zifio de Gervais (o zifio europeo) el rorcual aliblanco (o ballena de minke común o ballena enana), el rorcual común, el rorcual norteño, la ballena o rorcual azul, la yubarta (o gubarte o ballena jorobada), el cachalote, el cachalote enano, el cachalote pigmeo, la orca, el zifio o ballenato de Cuvier, el zifio de True y el zifio de Blainville.(12 (13)    
El zifio calderón boreal (o ballena de pico boreal) y el calderón común (o ballena piloto de aleta larga) también son frecuentes a lo largo de las costas de Nueva Inglaterra. Los delfines son una especie que también es frecuente a lo largo de toda la línea costera, incluyendo el calderón gris (o delfín gris), el delfín común oceánico, el delfín listado, el delfín pintado (o delfín manchado o delfín moteado del Atlántico) y el delfín mular (o nariz de botella). Las especies que se hallan en las costas de Nueva Inglaterra, incluyen al delfín hocico blanco y al delfín de flancos blancos (o delfín del Atlántico), mientras que las especies que se mueven por la costa sureste incluyen el delfín de Fraser, el delfín manchado tropical, el delfín climene, el delfín girador (o acróbata de hocico largo) y el delfín de hocico estrecho (o de dientes rugosos).(12 ( 13)
Varias tortugas de mar viven a lo largo de la costa atlántica, entre ellas la tortuga carey, la tortuga lora (o tortuga cotorra, tortuga bastarda o tortuga golfina)(34) y la tortuga boba (Caretta caretta), también conocida como tortuga caguama, cayume, o cabezona.(35) La tortuga verde y la tortuga laúd (o tinglar) son especies más frecuentes en las costas del sureste. Entre las tortugas de tierra y las de mar que podemos hallar a lo largo de la zona este de EE. UU., se encuentran la tortuga satán (o tortuga mordedora, tortuga toro, talaman, tortuga lagarto, bache o sambunango), la tortuga pintada, la tortuga moteada, la tortuga espalda de diamante, la  tortuga de caparazón blando espinosa, la tortuga de pantano del este, la tortuga de vientre rojo de Florida, la Sternotherus odoratus, la tortuga de caja (Terrapene carolina carolina) y la jicotea elegante (Trachemys scripta elegans × Trachemys scripta scripta). Mientras que en noreste son frecuentes las Emydoidea blandingii o Emys blandingii, los galápago de bosque y las tortugas de pantano, en el sureste lo son las tortugas de Florida, las tortuga pintada (o tortugas escurridiza o jicoteas), las tortugas mapa de Escambia, las tortugas mapa de Barbour, las tortugas verdes concinna (Pseudemys concinna concinna), las tortugas de pantano rayadas y las tortugas de caparazón blando de Florida. La tortuga de caparazón blando Apalone mutica, se encuentra en el río Ohio y en el río Allegheny, en Pensilvania.  

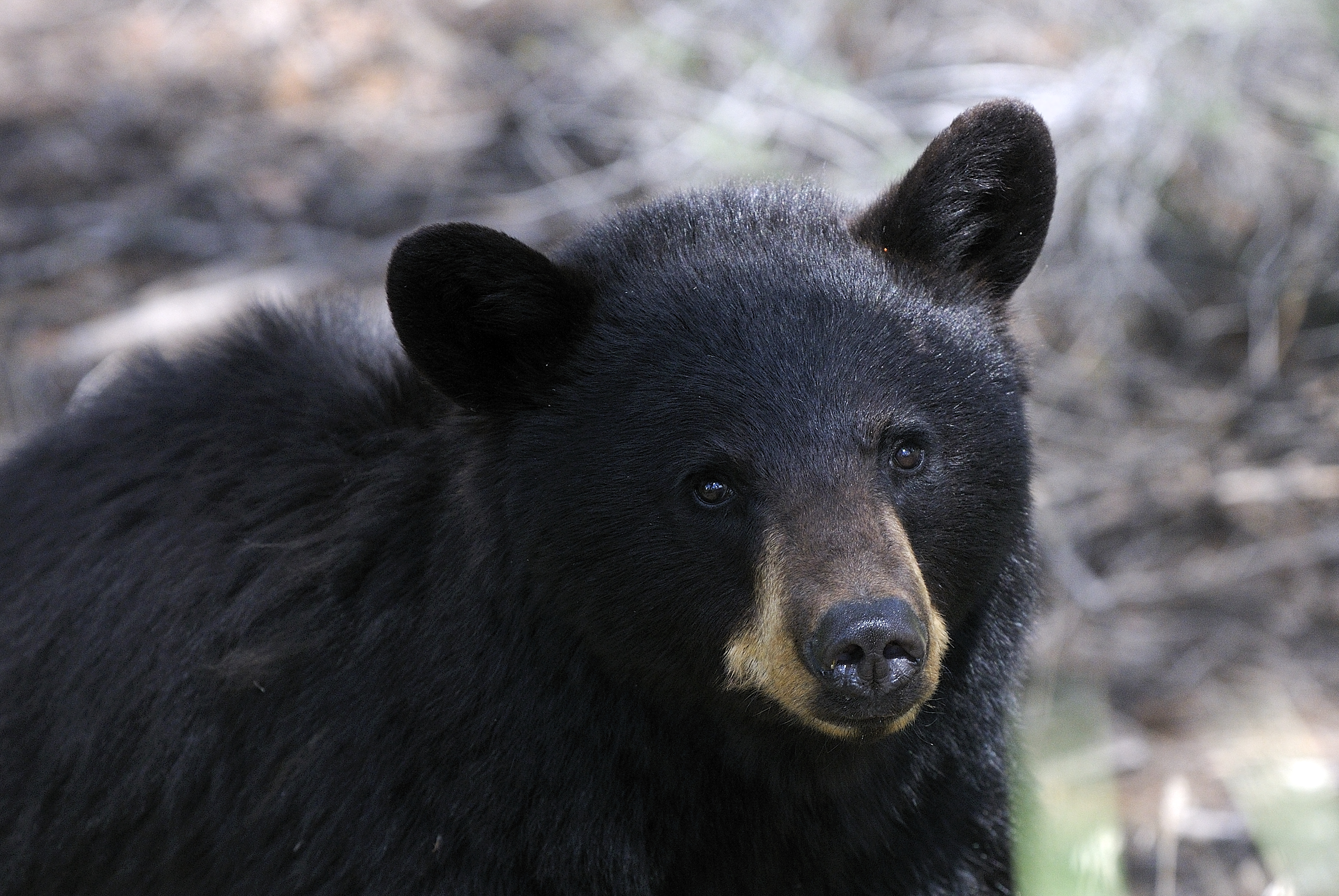
El oso negro americano se halla en la mayoría de los estados.

Algunas de las especies de serpientes que se encuentran en gran parte de los estados del este de EE. UU., incluyen la culebra corredora constrictor, la culebra parda De Kay, la serpiente venenosa cabeza de cobre (Agkistrodon contortrix), la culebra de collar (Diadophis punctatus), la serpiente cascabel de los bosques, la serpiente de hocico de cerdo oriental, la coral ratonera (o falsa coral o culebra real coralillo), la serpiente de agua del norte, la víbora ratonera (o serpiente negra o serpiente piloto) Pantherophis obsoletus, la Storeria occipitomaculata, la culebra de agua vientre claro (Nerodia erythrogaster), la Nerodia sipedon ssp. Pleuralis, la falsa coralillo real (Escarlata Lampropeltis elapsoides), la serpiente real común, la Regina septemvittata, la Virginia valeriae, la culebra jarretea (Thamnophis sauritus Thamnophis sauritus septentrionalis) y la serpiente lombriz oriental Carphophis amoenus amoenus.
Entre las serpientes que habitan exclusivamente la parte sureste de EE. UU., se encuentran la Tantilla coronata, la serpiente toro, el crótalo adamantino, la serpiente de coral (Micrurus lemniscatus), la Sistrurus miliarius, la serpiente cabeza de cobre, la serpiente mocasín de agua (o mocasín de pantano o mocasín negro, o boca de algodón) (36), la serpiente de coral oriental (o cobra americana, palito de caramelo, serpiente de coral común, serpiente coral, serpiente Elaps arlequín, serpiente coral de Florida, serpiente de liga, serpiente coral arlequín, serpiente real o rey, serpiente coral de norteamericana, serpiente grano rojo, serpiente del trueno y relámpago, o serpiente-coralillo arlequín (Micrurus fulvius)(37), la Drymarchon couperi, la serpiente hocico de cerdo del sur, la chirrionera (o serpiente látigo), la Nerodia fasciata fasciata, la Nerodia taxispilota, la Nerodia cyclopion, la Nerodia clarkii clarkii, la Lampropeltis calligaster, la Rhadinaea flavilata, la Liodytes rigida rigida, la Liodytes alleni, la Lampropeltis extenuata, la Liodytes pygaea, la Tantilla oolítica, la Haldea striatula (antiguamente conocida como Virginia striatula), la Coluber constrictor priapus, la Opheodrys aestivus, la víbora ratonera, serpiente negra o serpiente piloto, la Agkistrodon piscivorus, la serpiente de lodo y la serpiente del maíz. El lagarto Sceloporus undulatus se encuentra a lo largo y ancho de EE. UU., a excepción del estado de Nueva York y los de la región de Nueva Inglaterra.  
El lobo que en su día dominaba el este de EE. UU., ahora se halla extinguido en esta región. El puma, león de montaña, o león americano, también lo estaba, al igual que en el oeste, pero fue declarado extinto por el U.S. Fish and Wildlife Service (Servicio de Pesca y Vida Silvestre de los Estados Unidos), en el año 2011.(14)  El ciervo canadiense (o uapití, wapití) también habitaba este región pero fue extirpado en el siglo XIX y declarado extinto  por el Servicio de Pesca y Vida Silvestre de los Estados Unidos, en 1880.(15) Los alces también habitaban en la región pero actualmente tan solo se encuentran al norte de las regionaes de Nueva Inglaterra. Debido al alto precio que alcanzaban su piel, el visón marino fue cazado hasta su extinción en 1903.(16)

## Islas Hawái

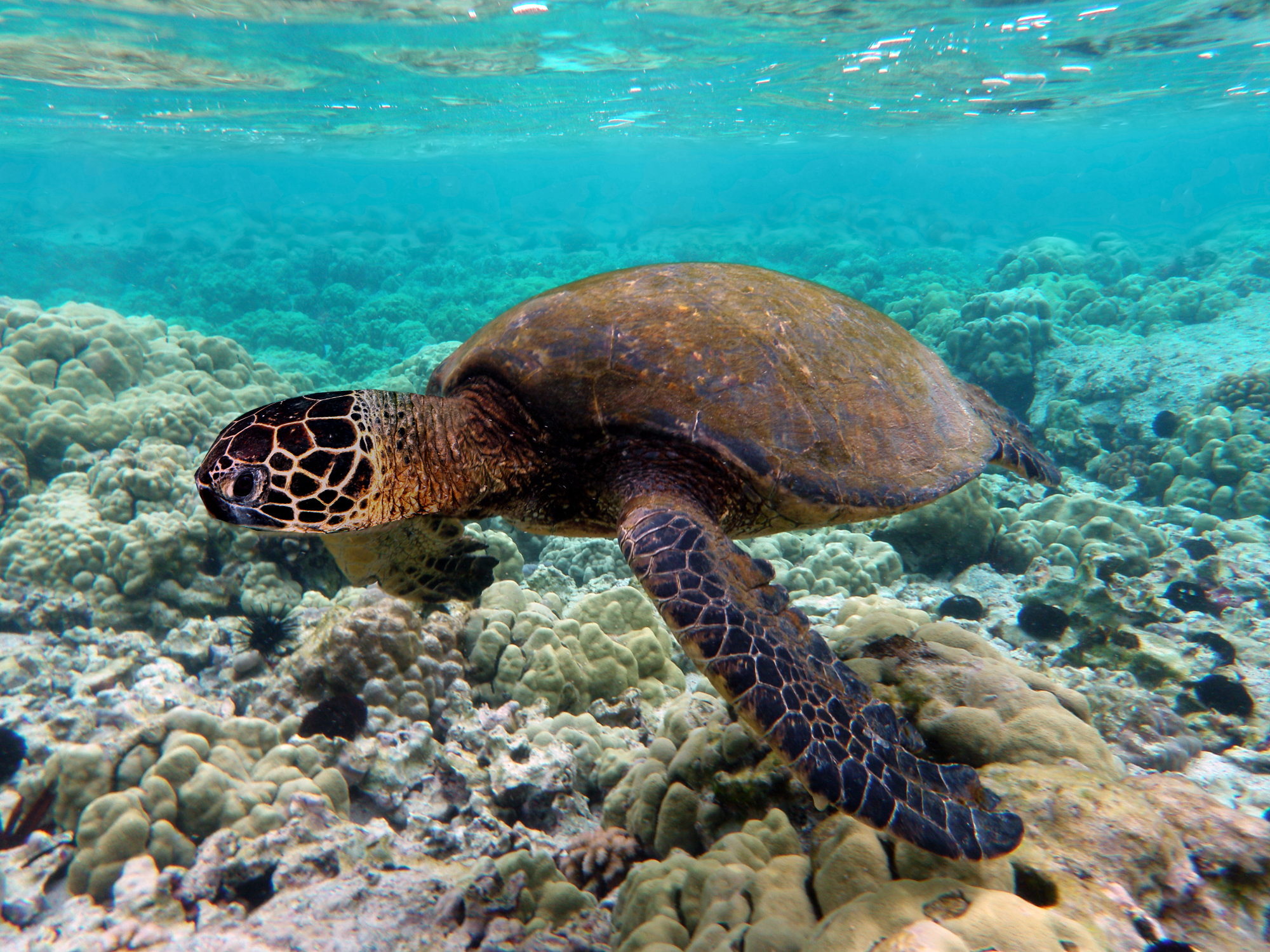
Tortuga verde (honu en hawaiano) nadando en los arrecifes de coral de Kona.

Gran parte de la fauna de las islas Hawái ha desarrollado adaptaciones específicas a su entorno desarrollando nuevas especies. En la actualidad, casi el 90% de la fauna de las islas es endémica, lo que significa que no existen en ningún otro lugar del planeta. (17)  Hawái es el hábitat del mayor número de aves tropicales dado que es la única isla en la que no hay mangostas. La pequeña mangosta asiática se extiende por todas las islas del archipiélago, excepto las islas de Lanai y de Kauai.   
Entre las aves más conocidas se encuentran el iiwi (Drepanis coccinea), el Hemignathus lucidus, el amakihi de Kauai (Chlorodrepanis stejnegeri) y el ou (Psittirostra psittacea). El murciélago ceniciento (o murciélago gris) se halla en el parque nacional Koke'e (Koke'e State Park), en la isla de Kauai. Hay caballos salvajes en el valle de Waipiʻo, en la isla de Hawái, ganado salvaje en la zona que rodea el volcán Mauna Kea, y los ualabíes rupestres australianos que viven en el valle de Kalihi, en la isla de Oʻahu, Honolulú. La foca monje de Hawái (o foca fraile hawaiana), cabras salvajes, ovejas y cerdos viven a lo largo y ancho de gran parte del archipiélago.
En Hawái hay tres especies de tortugas marinas consideradas nativas: la tortuga verde (Chelonia mydas) y la tortuga laúd (o tinglar). Otras dos especies, la tortuga boba y la tortuga olivácea (o golfina), pueden ser observadas, a veces, en las aguas hawaianas.(18) La tortuga verde de Hawái (Chelonia mydas) es la más frecuente en aguas hawaianas. Además de las tortugas, la fauna marítima incluye más de cuarenta especies de tiburones (17) y el delfín de Gray (o delfín girador de Hawái) está muy extendido por el archipiélago. Los arrecifes de coral son el hábitat de más de cinco mil especies y más del 25% de estas tan solo se encuentran en esta parte del mundo.(19)

## Datos sobre Alaska

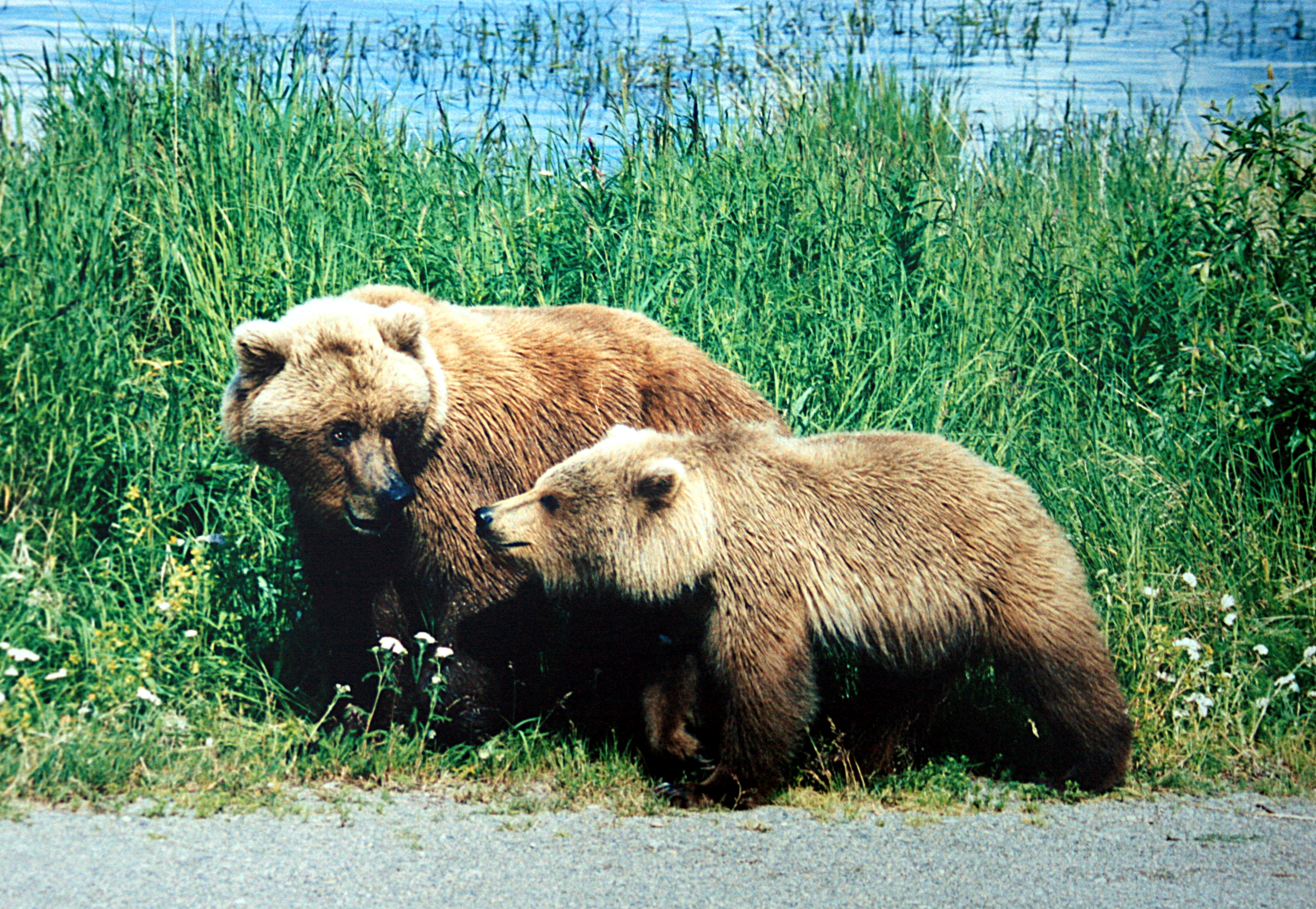
Los osos grizzly se encuentran por todo Alaska, así como en partes del estado de Montana y en Idaho, en la frontera entre Canadá y EE. UU. También se encuentran en el parque nacional de Yellowstone.

La vida salvaje en Alaska es muy prolífica, extremadamente diversa e incluye, por ejemplo, osos polares, frailecillos, alces americanos, águilas calvas, zorros árticos, lobos, linces del Canadá, bueyes almizcleros, liebres americanas, cabras de montaña (Oreamnos americanus), morsas y los caribús. Los  hábitats, en Alaska, incluyen desde praderas, montañas y tundra hasta bosques cerrados, lo cual conlleva la existencia de una gran variedad de terreno, topografía y geología, por todo el estado.  
Alaska posee, además, cuatrocientas treinta especies de pájaros y la mayor población de águilas calvas de la nación. Desde la musaraña americana Sorex hoyi que pesa menos que una moneda de un centavo, hasta la ballena gris que pesa 45 toneladas. Alaska es “la última frontera” para los animales, así como para las personas. Muchas especies amenazadas en otras partes del mundo, abundan en Alaska.  

### Islas Aleutianas
Las islas Aleutianas son el hábitat de un gran número de colonias de grandes aves. Más de doscientas cuarenta especies de aves pueblan el archipiélago aleutiano, en su zona de Alaska.(20) Grandes colonias de aves marinas se encuentran en islas tales como la isla Buldir Island, donde se reproducen veintiún especies de aves marinas, tales como la gaviota de patas rojas Rissa brevirostris, especie endémica del mar de Bering.(21) También se encuentran grandes colonias de aves marinas en las islas Kiska, Gareloi, Semisopochnoi, Bogoslof y otras.(22)
Estas islas también son frecuentadas por errantes aves procedentes de Asia, entre ellas el camachuelo carminoso, el ruiseñor caliope (o gargarita roja o petirrojo siberiano), el pechiazul, la buscarla lanceolada y los primeros registros de la garza intermedia (o mediana) en Norteamérica. Otros animales de la cadena de islas del archipiélago incluyen al zorro ártico, el visón americano,  el caribú de Grant,  nutria marina del norte, el  frailecillo corniculado, el  frailecillo coletudo, el león marino de Steller, la foca manchada, la foca ocelada, el oso marino ártico y muchos otros.(22)

## Territorios

### Samoa americana

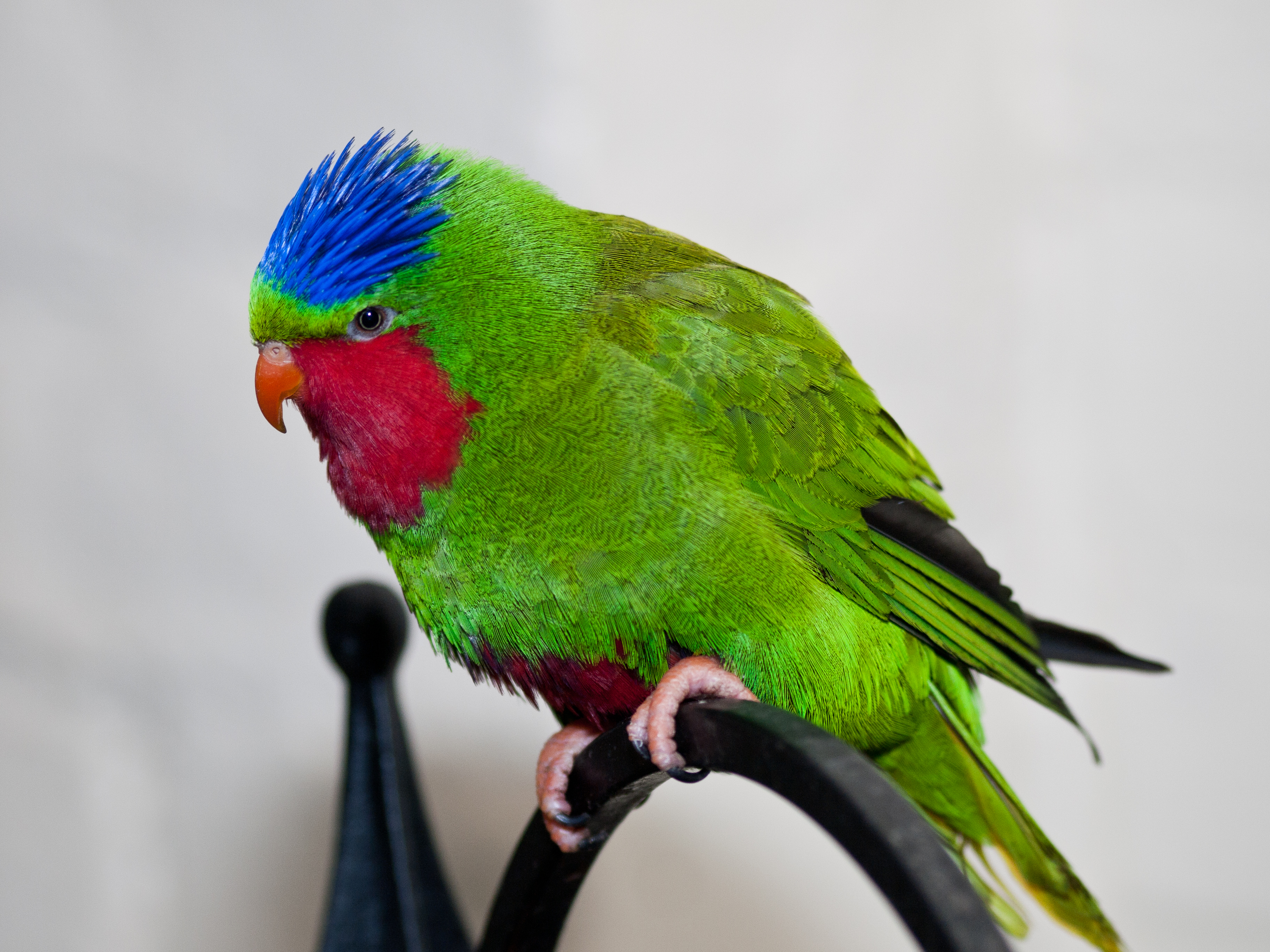
El lori de Samoa es un papagayo que se encuentra a lo largo y ancho de las islas de Samoa Americana.

Debido a su emplazamiento remoto, la diversidad de las especies terrestres es escasa. El archipiélago posee una gran variedad de animales y más de treinta y seis kilómetros cuadrados son parque nacional; el parque nacional de Samoa Americana (National Park of American Samoa). El parque se extiende a lo largo de tres de las seis islas del archipiélago: Tutuila, Ofu-Olosega y Ta‘ū. Se han contabilizado ocho especies de mamíferos en Samoa Americana, de las cuales ninguna se halla en peligro crítico de extinción.(a)
Entre los mamíferos existentes se hallan varias especies de murciélagos, tales como el zorro volador de Samoa y el Pteropus tonganus. La avifauna incluye sesentaicinco especies de pájaros (23) de los cuales los más significativos son el papagayo lori de Samoa, la  polluela de Tongatapu, el ave columbiforme tipolo multicolor, el  mielero de Taveuni, diversas colúmbidas tropicales, el estornino de Samoa, el  charrán blanco, la  tiñosa menuda y el  Faetón colirrojo (o rabijunco colirrojo, también llamado en inglés ave del trópico de cola roja).(24)   
Existen muchos reptiles en las islas, incluyendo cinco especies de gecos, nueve especies de escíncidos y dos especies de serpientes; la boa Candoia. Carinata y la serpiente ciega austronesia Indotyphlops braminus. (25) La vida marina es abundante y se halla concentrada en los coloridos arrecifes de coral. El mar que rodea la isla de Samoa es el hábitat de tortugas marinas tales como la tortuga carey, la  tortuga olivácea, la  tortuga laúd y la tortuga verde. La zona está habitada por cinco especies de delfines: el delfín girador, el delfín de hocico estrecho, el delfín mular, el delfín manchado tropical y el delfín listado. (25)

### Isla de Guam
Poco después de la Segunda Guerra Mundial, la culebra arbórea café (o serpiente arbórea marrón) fue introducida en la isla de Guam y fue responsable de la extinción de gran parte de la vida salvaje endémica de la isla. Debido a la abundancia de presas y a la ausencia de especies depredadoras, la población de la culebra arbórea café se disparó, llegando a alcanzar unos cinco mil ejemplares por km² (13.000 por milla cuadrada) (26) Diez de cada doce especie endémicas de ave, diez de cada doce lagartos y dos de cada doce murciélagos, se extinguieron como resultado de la invasión de dicha culebra. En los últimos años, el gobierno de los EE. UU. se ha esforzado sobremanera a fin de controlar el número estas de culebras arbóreas en la isla. (27) Por ejemplo, en el año 2013, el Fish and Wildlife Service (Servicio de Pesca y Vida Silvestre) del gobierno de EE. UU. llevó a cabo un programa de control de la plaga, dando suelta a más de dos mil ratones envenenados. Otras especies invasoras incluyen el cérvido conocido como sambar filipino, el búfalo de agua salvaje, el sapo de caña (o sapo neotropical gigante o sapo marino) y el  caracol gigante africano. (26) Varias especies nativas de escíncidos y varanos (reptiles escamoso), y gecos aún se encuentran en la isla.     

### Islas Marianas del Norte
La Commonwealth (territorio autónomo) de las Islas Marianas del Norte es el hábitat de cuarenta especies de aves indígenas y foráneas. Algunas de las especies endémicas de aves son el columbiforme tilopo de las Marianas es una especie endémica de la isla de Guam y de las Islas Marianas del Norte. El cérvido, sambar, es el mamífero más grande y vive en varias de las Islas Marianas. Los varanos, los cuales pueden alcanzar los 90 centímetros de largo, se halla también presente en la isla de Rota (o “isla pacífica”). El océano en el que se encuentran las islas es el hogar de más de un millar de especies marinas (28), entre las que se encuentra el cangrejo de los cocoteros, el dorado (o lirio, dorado-delfín, perico o sandalio, entre otros nombres), la barracuda, el molusco bivalvo Tridacna (comúnmente llamado almeja gigante), el marlín (o aguja, picudo o pez vela) y el atún.

### Puerto Rico

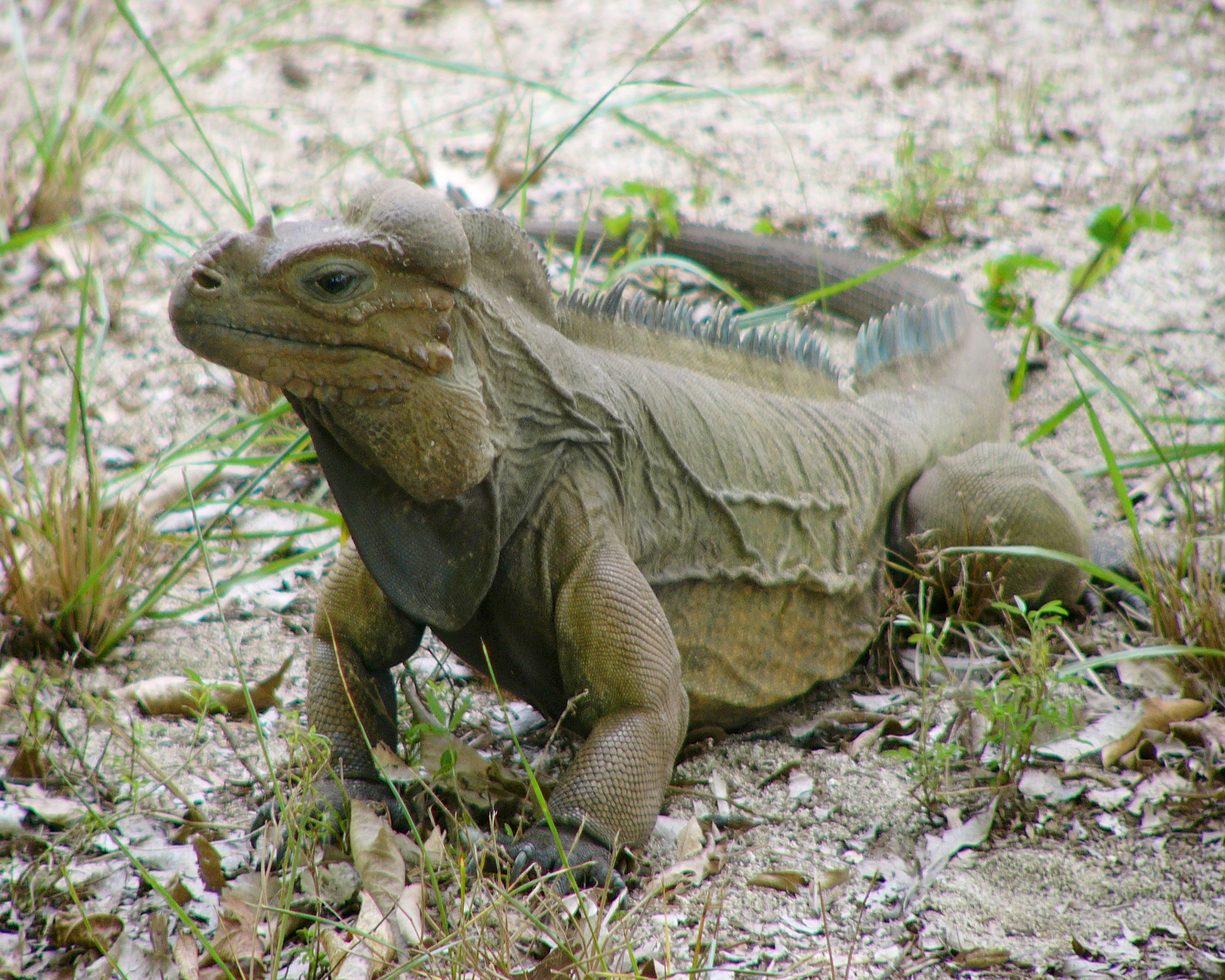
La iguana de Mona (isla deshabitada) es el lagarto terrestre, nativo, más grande de Puerto Rico y está en peligro de extinción.

Puerto Rico posee trescientas cuarenta y nueve especies de aves, ochenta y tres especies de mamíferos, veinticinco especies de anfibios, sesenta y un especies de reptiles y seiscientas setenta y siete especies de peces. Pájaros que tan solo se hallan en este lugar del planeta incluyen, por ejemplo, el búho mucarito de Puerto Rico, el pájaro carpintero puertorriqueño, el papagayo San Pedrito de Puerto Rico (o Medio Peso, Papagayo o Cheto), los colibrís zumbador verde (o mango portorriqueño) y el  zumbadorcito de Puerto Rico (o esmeralda portorriqueño), el cuco lagartero portorriqueño, el  guabairo (o chotacabras portorriqueño) y muchos más. Las trece especies de mamíferos endémicos existentes en la actualidad son: el murciélago pescador, el murciélago barbudo (Mormoops blainvillei) y el murciéago bigotudo de Parnell. Entre los mamíferos ya extinguidos se encontraban el roedor jutia gigante y la rata Heteropsomys insulans. Especies de reptiles endémicos de estas islas son la boa portorriqueña, la culebra ciega de Guánica  (Antillotyphlops granti), la iguana de Mona, el lagarto gusano Amphisbaena caeca, el lagarto Diploglossus scansorius y el geco de Nichols (Sphaerodactylus nicholsi). Entre los anfibios nativos se encuentran el sapo puertorriqueño (o sapo concho), el coqui común, el coqui martillito, el coqui melodioso, el coqui Eleutherodactylus portoricensis, el coqui duende y el coquí caoba. Entre los animales marinos endémicos se halla la anguila de la familia  Ophichthidae y la brótula vivípara Actinopeterigios del género Diancistrus. (29)

### Islas Vírgenes de los Estados Unidos
El parque nacional de las Islas Vírgenes abarca aproximadamente el 60% de la isla de San Juan y prácticamente toda la Isla Hassel. El parque nacional posee más de ciento cuarenta especies de pájaros, trescientas dos especies de peces, siete especies de anfibios y veintidós especies de mamíferos. (30) Estas islas tropicales del mar del Caribe son el hábitat de una enorme variedad de vida salvaje, entre la que se incluyen muchas variedades endémicas, únicas de este archipiélago. Existen tres especies de tortugas marinas que habitan en estas aguas y que depositan sus huevos en estas playas. Entre ellas se encuentra la tortuga verde, la tortuga carey y la tortuga laúd. (31) Varias especies de tiburones, manatíes y delfines merodean por estas aguas.      

## Artículos por zona geográfica
•       Fauna de Alabama
•        Fauna de Alaska
•        Fauna de Arizona
•        Fauna de Arkansas
•        Fauna de California
•        Fauna de Colorado
•        Fauna de Connecticut
•        Fauna de Delaware
•        Fauna del Distrito de Columbia
•        Fauna de Florida
•        Fauna de Georgia
•        Fauna de Hawái
•        Fauna de Idaho
•        Fauna de Illinois
•        Fauna de Indiana
•        Fauna de Iowa
•        Fauna de Kansas
•        Fauna de Kentucky
•        Fauna de Louisiana
•        Fauna de Maine
•        Fauna de Maryland
•        Fauna de Massachusetts
•        Fauna de Michigan
•        Fauna de Minesota
•        Fauna de Mississippi
•        Fauna de Missouri
•        Fauna de Montana
•        Fauna de Nebraska
•        Fauna de Nevada
•        Fauna de Nuevo Hampshire
•        Fauna de Nueva Jersey
•        Fauna de Nuevo México
•        Fauna de Nueva York
•        Fauna de Carolina del Norte
•        Fauna de Dakota del Norte
•        Fauna de Ohio
•        Fauna de Oklahoma
•        Fauna de Oregón
•        Fauna de Pennsylvania
•        Fauna de Rhode Island
•        Fauna de Carolina de Sur
•        Fauna de Dakota del Sur
•        Fauna de Tennessee
•        Fauna de Texas
•        Fauna de Utah
•        Fauna de Vermont
•        Fauna de Virginia
•        Fauna de Washington
•        Fauna de West Virginia
•        Fauna de Wisconsin
•        Fauna de Wyoming    

Áreas Insulares
•        Fauna de Samoa Americana
•        Fauna de Guam
•        Fauna de las Islas Marianas del Norte
•        Fauna de Puerto Rico
•        Fauna de las Islas Vírgenes de Estados Unidos. 

## Vésse también
- Flora de los Estados Unidos